# Sorbus simonkaiana
Sorbus simonkaiana är en rosväxtart som beskrevs av Karpati. Sorbus simonkaiana ingår i släktet oxlar, och familjen rosväxter. Inga underarter finns listade i Catalogue of Life.